# Hydractinia inermis
Hydractinia inermis är en nässeldjursart som först beskrevs av George James Allman 1872.  Hydractinia inermis ingår i släktet Hydractinia och familjen Hydractiniidae. Inga underarter finns listade i Catalogue of Life.